# Sorba Thomas
Benjamin Sorba William Thomas (Newham, 22 agosto 1999) è un calciatore gallese, attaccante del Nantes in prestito dall'Huddersfield Town e della nazionale gallese. Dal 1° luglio 2025 sarà un giocatore dello Stoke City.

## Biografia
Nato in Inghilterra, suo padre è sierraleonese mentre sua madre è gallese.

## Carriera

### Club
Cresciuto nel settore giovanile del Boreham Wood, debutta in prima squadra il 16 settembre 2017 in occasione del match di National League perso 2-1 contro il Maidenhead Utd.
Il 13 gennaio 2021 viene acquistato dall'Huddersfield Town, club della seconda divisione inglese, con cui debutta il 13 febbraio seguente in una partita di campionato contro il Wycombe.
La stagione successiva, il 28 agosto 2021, segna la prima rete con il club nel 4-0 casalingo contro il Reading e nella stessa gara fornisce due assist; mentre il mese successivo viene insignito anche il premio di calciatore di mese di Agosto, frutto delle buone prestazioni durante il mese.
Il 25 gennaio 2023 viene ceduto in prestito al Blackburn.
Il 30 luglio 2024, dopo aver giocato la stagione 2023-2024 con l'Huddersfield, viene ceduto in prestito con diritto di riscatto al Nantes. Il 18 agosto successivo, fa il suo esordio con i canarini in occasione della prima gara di campionato contro il Tolosa; mentre il 29 settembre, in occasione della 6ª giornata di campionato, segna una delle due reti nel 2-2 casalingo del Nantes contro il Saint-Étienne.
Il 7 giugno 2025 viene annunciata la sua cessione a titolo definitivo allo Stoke City, con cui sigla un contratto triennale con decorrenza dal primo luglio seguente.

### Nazionale
Il 28 settembre 2021 riceve la sua prima convocazione da parte della nazionale maggiore gallese. L'8 ottobre seguente debutta con la nazionale gallese nel match di qualificazione per i mondiali disputato contro la Rep. Ceca e pareggiato 2-2.
Il 9 giugno 2025 segna la sua prima rete in nazionale, nella sconfitta per 4-3 contro il Belgio.

## Statistiche

### Presenze e reti nei club
Statistiche aggiornate al 6 giugno 2025.
| Stagione                 | Squadra                  | Campionato               | Campionato | Campionato | Coppe nazionali | Coppe nazionali | Coppe nazionali | Coppe continentali | Coppe continentali | Coppe continentali | Altre coppe | Altre coppe | Altre coppe | Totale | Totale |
| Stagione                 | Squadra                  | Comp                     | Pres       | Reti       | Comp            | Pres            | Reti            | Comp               | Pres               | Reti               | Comp        | Pres        | Reti        | Pres   | Reti   |
| ------------------------ | ------------------------ | ------------------------ | ---------- | ---------- | --------------- | --------------- | --------------- | ------------------ | ------------------ | ------------------ | ----------- | ----------- | ----------- | ------ | ------ |
| 2017-gen. 2018           | Boreham Wood             | NL                       | 2          | 0          | FACup           | 0               | 0               | -                  | -                  | -                  | FAT         | 1           | 0           | 3      | 0      |
| gen.-feb. 2018           | Cheshunt                 | IL                       | 1          | 0          | FACup           | -               | -               | -                  | -                  | -                  | FAT+HSC     | -           | -           | 1      | 0      |
| feb.-giu. 2018           | Boreham Wood             | NL                       | 1+2        | 0          | FACup           | -               | -               | -                  | -                  | -                  | FAT+HSC     | 0+2         | 0           | 5      | 0      |
| 2018-2019                | Boreham Wood             | NL                       | 32         | 0          | FACup           | 1               | 0               | -                  | -                  | -                  | FAT+HSC+CC  | 2+0+1       | 0           | 36     | 0      |
| 2019-2020                | Boreham Wood             | NL                       | 32+2       | 5          | FACup           | 0               | 0               | -                  | -                  | -                  | FAT+HSC     | 1+0         | 0           | 35     | 5      |
| 2020-gen. 2021           | Boreham Wood             | NL                       | 10         | 3          | FACup           | 3               | 0               | -                  | -                  | -                  | FAT+HSC     | 0           | 0           | 13     | 0      |
| Totale Boreham Wood      | Totale Boreham Wood      | Totale Boreham Wood      | 77+4       | 8          |                 | 4               | 0               |                    | -                  | -                  |             | 7           | 0           | 92     | 8      |
| gen.-giu. 2021           | Huddersfield Town        | FLC                      | 7          | 0          | FACup+CdL       | -               | -               |                    | -                  | -                  |             | -           | -           | 7      | 0      |
| 2021-2022                | Huddersfield Town        | FLC                      | 43+3       | 3+0        | FACup+CdL       | 3+2             | 0               |                    | -                  | -                  |             | -           | -           | 51     | 3      |
| 2022-gen. 2023           | Huddersfield Town        | FLC                      | 23         | 0          | FACup+CdL       | 1+1             | 0               |                    | -                  | -                  |             | -           | -           | 25     | 0      |
| gen.-giu. 2023           | Blackburn                | FLC                      | 17         | 0          | FACup+CdL       | -               | -               |                    | -                  | -                  |             | -           | -           | 17     | 0      |
| 2023-2024                | Huddersfield Town        | FLC                      | 41         | 4          | FACup+CdL       | 1+0             | 0               |                    | -                  | -                  |             | -           | -           | 42     | 4      |
| Totale Huddersfield Town | Totale Huddersfield Town | Totale Huddersfield Town | 117        | 7          |                 | 8               | 0               |                    | -                  | -                  |             | -           | -           | 125    | 7      |
| 2024-2025                | Nantes                   | L1                       | 25         | 1          | CF              | 2               | 0               |                    | -                  | -                  |             | -           | -           | 27     | 1      |
| Totale carriera          | Totale carriera          | Totale carriera          | 239        | 16         |                 | 13              | 0               |                    | -                  | -                  |             | 7           | 0           | 259    | 16     |

### Cronologia presenze e reti in nazionale
| Cronologia completa delle presenze e delle reti in nazionale ― Galles | Cronologia completa delle presenze e delle reti in nazionale ― Galles | Cronologia completa delle presenze e delle reti in nazionale ― Galles | Cronologia completa delle presenze e delle reti in nazionale ― Galles | Cronologia completa delle presenze e delle reti in nazionale ― Galles | Cronologia completa delle presenze e delle reti in nazionale ― Galles | Cronologia completa delle presenze e delle reti in nazionale ― Galles | Cronologia completa delle presenze e delle reti in nazionale ― Galles |
| Data                                                                  | Città                                                                 | In casa                                                               | Risultato                                                             | Ospiti                                                                | Competizione                                                          | Reti                                                                  | Note                                                                  |
| --------------------------------------------------------------------- | --------------------------------------------------------------------- | --------------------------------------------------------------------- | --------------------------------------------------------------------- | --------------------------------------------------------------------- | --------------------------------------------------------------------- | --------------------------------------------------------------------- | --------------------------------------------------------------------- |
| 8-10-2021                                                             | Praga                                                                 | Rep. Ceca                                                             | 2 – 2                                                                 | Galles                                                                | Qual. Mondiali 2022                                                   | -                                                                     | 76’                                                                   |
| 11-10-2021                                                            | Tallinn                                                               | Estonia                                                               | 0 – 1                                                                 | Galles                                                                | Qual. Mondiali 2022                                                   | -                                                                     | 54’                                                                   |
| 29-3-2022                                                             | Cardiff                                                               | Galles                                                                | 1 – 1                                                                 | Rep. Ceca                                                             | Amichevole                                                            | -                                                                     |                                                                       |
| 1-6-2022                                                              | Breslavia                                                             | Polonia                                                               | 2 – 1                                                                 | Galles                                                                | UEFA Nations League 2022-2023 - 1º turno                              | -                                                                     | 77’                                                                   |
| 14-6-2022                                                             | Rotterdam                                                             | Paesi Bassi                                                           | 3 – 2                                                                 | Galles                                                                | UEFA Nations League 2022-2023 - 1º turno                              | -                                                                     |                                                                       |
| 25-9-2022                                                             | Cardiff                                                               | Galles                                                                | 0 – 1                                                                 | Polonia                                                               | UEFA Nations League 2022-2023 - 1º turno                              | -                                                                     | 85’                                                                   |
| 21-11-2022                                                            | Al Rayyan                                                             | Stati Uniti                                                           | 1 – 1                                                                 | Galles                                                                | Mondiali 2022 - 1º turno                                              | -                                                                     | 90+1’                                                                 |
| 25-3-2023                                                             | Spalato                                                               | Croazia                                                               | 1 – 1                                                                 | Galles                                                                | Qual. Euro 2024                                                       | -                                                                     | 64’                                                                   |
| 6-9-2024                                                              | Cardiff                                                               | Galles                                                                | 0 – 0                                                                 | Turchia                                                               | UEFA Nations League 2024-2025 - 1º turno                              | -                                                                     | 72’                                                                   |
| 9-9-2024                                                              | Nikšić                                                                | Montenegro                                                            | 1 – 2                                                                 | Galles                                                                | UEFA Nations League 2024-2025 - 1º turno                              | -                                                                     | 46’                                                                   |
| 11-10-2024                                                            | Reykjavík                                                             | Islanda                                                               | 2 – 2                                                                 | Galles                                                                | UEFA Nations League 2024-2025 - 1º turno                              | -                                                                     | 76’                                                                   |
| 14-10-2024                                                            | Cardiff                                                               | Galles                                                                | 1 – 0                                                                 | Montenegro                                                            | UEFA Nations League 2024-2025 - 1º turno                              | -                                                                     | 69’                                                                   |
| 16-11-2024                                                            | Kayseri                                                               | Turchia                                                               | 0 – 0                                                                 | Galles                                                                | UEFA Nations League 2024-2025 - 1º turno                              | -                                                                     | 72’                                                                   |
| 19-11-2024                                                            | Cardiff                                                               | Galles                                                                | 4 – 1                                                                 | Islanda                                                               | UEFA Nations League 2024-2025 - 1º turno                              | -                                                                     | 73’ 88’                                                               |
| 22-3-2025                                                             | Cardiff                                                               | Galles                                                                | 3 – 1                                                                 | Kazakistan                                                            | Qual. Mondiali 2026                                                   | -                                                                     |                                                                       |
| 25-3-2025                                                             | Skopje                                                                | Macedonia del Nord                                                    | 1 – 1                                                                 | Galles                                                                | Qual. Mondiali 2026                                                   | -                                                                     |                                                                       |
| 6-6-2025                                                              | Cardiff                                                               | Galles                                                                | 3 – 0                                                                 | Liechtenstein                                                         | Qual. Mondiali 2026                                                   | -                                                                     | 64’                                                                   |
| 9-6-2025                                                              | Bruxelles                                                             | Belgio                                                                | 4 – 3                                                                 | Galles                                                                | Qual. Mondiali 2026                                                   | 1                                                                     | 90+4’                                                                 |
| Totale                                                                |                                                                       | Presenze                                                              | 18                                                                    |                                                                       | Reti                                                                  | 1                                                                     |                                                                       |